# Nationaler Gewässerbewirtschaftungsplan
Der Nationale Gewässerbewirtschaftungsplan für Österreich, kurz NGP, ist eine flussgebietsbezogene Planung für Grund- und Oberflächengewässer, einschließlich Flüsse, Seen und Feuchtgebiete. Die Ziele sind eine nachhaltige Nutzung und Verbesserung der Gewässer im ökologischen Sinne, sowie die für die Entwicklung der Lebens- und Wirtschaftsverhältnisse anzustrebende wasserwirtschaftliche Ordnung, wobei bei der Erfüllung der ökologischen Ziele die ökonomische Seite nicht ignoriert werden darf.
Der NGP wird nach der Vorgabe durch die EU in sechsjährigen Zyklen beginnend ab 2009 umgesetzt. Nachdem die ersten beiden Zyklen beendet sind, ist seit 2021 der 3. Nationale Gewässerbewirtschaftungsplan in Umsetzung.

## Nationaler Gewässerbewirtschaftungsplan

### Einleitung
Aufgrund der Umsetzung der europäischen Wasserrahmenrichtlinie aus dem Jahr 2000 (WRRL), welche verbesserte Informationen über den Gewässerzustand und über Bewirtschaftungsfragen liefert, war es notwendig ein Instrument zur flussgebietsbezogenen Planung zu errichten. In sechsjährigen Planungs-, Umsetzungs- und Evaluierungszyklen müssen alle EU-Mitgliedsstaaten einen Plan für die jeweilige Periode erstellen und fortschreiben. Die erste österreichische Fassung erschien am 30. März 2010.

### Merkmale der Flussgebietseinheiten
In Österreich sind die drei internationalen Flussgebietseinheiten Donau, Rhein und Elbe betroffen, deren Eckdaten überblicksmäßig beschrieben werden. Ferner wurden alle Oberflächengewässer und Grundwasserkörper kartiert.

### Wirtschaftlichen Analyse der Wassernutzungen
Ein jeder Wirtschaftssektor wurde einer eigenen Analyse unterzogen und in Zusammenhang mit der Wassernutzung gestellt. Weiters gibt es eine genauere Untersuchung der Elektrischen Energieerzeugung, da Österreich zwei Drittel der Stromerzeugung aus Wasserkraft gewinnt. Wirtschaftlich nicht unwichtig sind auch Wasserversorgung und Abwasserentsorgung, sowie Abwassereinleitungen von Kläranlagen. Schifffahrt und Maßnahmen des Hochwasserschutzes wurden anfangs nicht näher untersucht.

### Auswirkungen auf den Zustand von Gewässer
Im Jahr 2004 wurden die signifikanten Belastungen der Oberflächengewässer und des Grundwassers ermittelt und eine Einschätzung der Auswirkungen menschlicher Aktivitäten auf den Zustand dieser Gewässer durchgeführt. Bei den Fließgewässern wurde die Bestandsanalyse in einem ersten Schritt damals auf Gewässer mit einem Einzugsgebiet > 100 km² beschränkt. Für die kleineren Gewässer wurde diese Arbeit 2007 ergänzt. Die Ergebnisse dieser Bestandsanalyse wurden im Kapitel 2 des Nationalen Gewässerbewirtschaftungsplanes für Oberflächengewässer und Grundwasser getrennt erfasst.
Im Detail wurden bei Oberflächenwässern der derzeitige Zustand und die signifikanten Belastungen durch Verschmutzungen, Eingriffe in den Wasserhaushalt (Restwasserdotation, Wasserspiegelschwankungen, Schwall), morphologische Veränderungen und durch Durchgängigkeitsbarrieren betrachtet. Die Ergebnisse sind in einer Zusammenfassung (2.1.7. Zusammenfassung der Ergebnisse der Risikoanalyse) gesammelt.
Bei Grundwässern wurden der mengenmäßige Zustand und die Beeinträchtigung durch Verschmutzung betrachtet.

### Überwachung
Im Kapitel 4 des Nationalen Gewässerbewirtschaftungsplan wird die Umsetzung des Artikel 8 der Wasserrahmenrichtlinie, Programme zur Überwachung des Zustands der Gewässer, in die Gewässerzustandsüberwachungsverordnung (GZÜV) beschrieben. Es sind für Oberflächenwässer, Grundwässer und Schutzgebiete getrennt die überblicksweise Überwachung, die operative Überwachung und die Überwachung zu Ermittlungszwecken beschrieben.
Die Durchführung der Überwachungsprogramme „überblicksweise“ und „operative“ Überwachung erfolgt regelmäßig, bundesweit nach einheitlichen Vorgaben auf Basis der Gewässerzustandsüberwachungsverordnung (GZÜV).
Die Überwachung zu Ermittlungszwecken erfolgt anlassbezogen und obliegt als Aufgabe der Gewässeraufsicht dem Landeshauptmann. Die Ergebnisse der Überwachungsprogramme werden auf Basis der Umweltziele bewertet und dienen unmittelbar oder durch Analogieschlüsse (Gruppierung) der Einstufung des Zustandes für Gewässerabschnitte. Sie stellen somit einerseits eine wichtige wasserwirtschaftliche Grundlage für die Erstellung von Maßnahmenprogrammen dar, andererseits sind sie aber auch ein wesentliches Element um den Erfolg einer Maßnahme nachweisen zu können.

### Umweltziele
Die Aufstellung von Umweltqualitätszielen ist eine wichtige Aufgabe im Rahmen des Flussgebietsplanungsprozesses und sind im Kapitel 5 des Nationalen Gewässerbewirtschaftungsplan ausführlich beschrieben. Im Allgemeinen haben die Umweltqualitätsziele folgende Punkte zum Ziel:
- zumindest einen guten Zustand für alle Wasserkörper zu gewährleisten
- eine Verschlechterung des bestehenden Zustandes zu verhindern
- nachhaltige Nutzungen zu fördern
- spezielle Anforderungen für geschützte Gebiete zu erreichen.

Es werden die Ziele für Oberflächenwasserkörper (Chemie, Ökologie und Veränderungen der Wasserkörper), Grundwasser (Chemie und Qualität) und Schutzgebiete detaillierter beschrieben.
Die große Zahl insbesondere der hydromorphologischen Belastungen erfordert eine Priorisierung bei der Sanierung. Im ersten NGP wird der Fokus der hydromorphologischen Sanierungsmaßnahmen auf die größeren Fließgewässer inkl. der Mündungsbereiche von Zubringern, in denen die Mittelstreckenwanderfische Nase, Barbe, Huchen als gewässertypische Arten vorkommen, gelegt.

### Anzustrebende wasserwirtschaftliche Ordnung – Maßnahmenprogramme
Die Maßnahmen des NGP können in drei Typen unterteilt werden. Diese bestehen aus den Erhaltungsmaßnahmen, den Sanierungsmaßnahmen sowie den Maßnahmen zur Förderung der wasserwirtschaftlichen Entwicklung. Anhand dieser soll die Umsetzung der Umweltziele erreicht werden. Mit bereits bestehenden Maßnahmen und deren Mechanismen soll die Verhinderung weiterer Verschlechterung und die Verbesserung des bestehenden Zustandes des Gewässers möglich gemacht werden. Wo bestehende Maßnahmen nicht den erforderlichen Schutz oder die erforderliche Verbesserung gewährleisten können, werden neue Maßnahmen aufgezeigt.
Die wesentlichen Maßnahmen sind die Verbesserung der Gewässerstruktur und der Abflussverhältnisse und die Herstellung der Durchgängigkeit in Fließgewässern, sowie die Reduzierung der Belastungen von Oberflächengewässern durch Nährstoffe und des Grundwassers durch Nitrat.

### Auswirkungen des Klimawandels auf die Wasserwirtschaft
Anhand von Klimamodellen und Analysen wird von einem Temperaturanstieg, von bis zu 4,5 °C im Jahresmittel, bis zum Ende des Jahrhunderts, ausgegangen. Die daraus prognostizierten Niederschlagsänderungen sind jedoch widersprüchlich. Tendenziell kann jedoch von erhöhten Niederschlägen im Norden und einer Abnahme im Süden ausgegangen werden.
Im Groben kann daraus auch auf die möglichen Auswirkungen geschlossen werden. Diese betreffen einerseits die Hochwasser bei Starkregenereignissen, andererseits die Niederwasserabflüsse und Grundwasserneubildung in Trockenperioden. Weiters kann es, durch das Auftauen von ehemaligen Gletschergebieten, zu Massenbewegungen, wie zum Beispiel Steinschlag und Hangrutschungen kommen. Ebenfalls spielt für das Tourismusland Österreich der zu erwartend geringere Schneeanteil eine wirtschaftlich relevante Rolle.

## Stellungnahmen
Im Rahmen der Einbindung der Öffentlichkeit in die Erstellung des Nationalen Gewässerbewirtschaftungsplanes konnte jeder auf der Homepage des Bundesministeriums für Land- und Forstwirtschaft, Umwelt und Wasserwirtschaft seine Stellungnahme abgeben. Die Frist zur Abgabe der Stellungnahme endete am 27. Oktober 2009, bis dahin wurden 377 Stellungnahmen abgegeben. Für den dritten Zyklus lief die Frist zur Äußerung bis 23. September 2021, es gingen 66 Stellungnahmen ein.

## Qualitätszielverordnung
Umweltqualitätsziele stellen einen wichtigen Teil im Rahmen des Flussgebietsplanungsprozesses dar und werden im Nationalen Gewässerbewirtschaftungsplan behandelt. Dabei gilt es zumindest einen guten Zustand für alle Wasserkörper zu gewährleisten, sowie eine Verschlechterung des bestehenden Zustandes zu verhindern. Des Weiteren sollen nachhaltige Nutzungen gefördert und spezielle Anforderungen für geschützte Gebiete erreicht werden. Der gute Zustand wird in den Qualitätszielverordnungen (Chemie Oberflächengewässer, Ökologie Oberflächengewässer, Chemie Grundwasser) definiert. Der Gewässerbewirtschaftungsplan legt fest, wann dieser Zustand, im jeweiligen sechsjährigen Planungszyklus – beginnend mit 2009 – in allen Oberflächenwasserkörpern und Grundwasserkörpern erreicht werden soll.